# Vladislavas Domarkas
Vladislavas Domarkas (* 17. August 1939 in Vėlaičiai bei Kretinga; † 29. Februar 2016 in Kaunas) war ein litauischer Radio-Ingenieur, Rektor und Politiker.

## Leben
Von 1945 bis 1956 lernte Domarkas an der Mittelschule Kartena und 1961 absolvierte das Diplomstudium am Technischen Institut Kaunas (KPI), die jetzige Technische Universität Kaunas, wo er ab 1967 lehrte und 1978 promovierte. Ab  1969 war Domarkas Dozent und von 1980 bis 1983  Prorektor. Von 1983 bis 1992 leitete er als Rektor das KPI. Ab 1981 lehrte er als Professor. Von 1993 bis 1994 war er Vizeminister für Äußeres, von 1994 bis 1996 Bildungsminister Litauens. 
Ab 1971 war Domarkas Mitglied der KPdSU, von 1985 bis 1990 Mitglied im Obersten Sowjet der LSSR, 1989 Mitglied des Ratspräsidiums.
Domarkas war Mitglied der Litauischen Akademie der Wissenschaften.

## Familie
Domarkas war verheiratet. Seine Tochter ist   Evelina Meilienė, Leiterin des TU-Zentrums für Entwicklungsprojekte und Dozentin am Management-Lehrstuhl. Sein Sohn ist Andrius Domarkas.

## Preise
- 1976 und 1987: Wissenschaftspreis von Sowjetlitauen

## Ehrung
- 2003: Ehrenbürger der Rajongemeinde Kretinga

## Bibliografie
- Kontrolės matavimo pjezoelektriniai keitikliai (su R. J. Kažiu, 1975 m., rusų k.)
- Ultragarsinė echoskopija (su E. Pilecku, 1988 m., rusų k.)
- Viešasis administravimas (su kt., 1999 m.)
- Šiuolaikinė valstybė (su kt., 1999 m.)
- Įvadas į viešąjį valdymą: mokomoji knyga / Kauno technologijos universitetas. Viešojo administravimo katedra (sud. Eugenijus Chlivickas, Vladislovas Domarkas, Eglė Gaulė ir kt.). – Kaunas: Technologija, 2009. – 231 p.: diagr. – ISBN 978-9955-25-711-0